# Diméthylheptylpyrane
Le diméthylheptylpyrane, également appelé DMHP et EA-2233, est un analogue synthétique du tétrahydrocannabinol (THC) découvert en 1949 alors qu'on tentait d'élucider la structure du Δ9-THC, l'une des substances actives du cannabis. Il se présente à température ambiante sous la forme d'un liquide huileux jaunâtre soluble dans l'éthanol et le benzène mais insoluble dans l'eau.
Le DMHP et son acétate, le DMHA, produisent des désordres physiques et mentaux d'intensité variable. Ces deux composés produisent un hypotension orthostatique, et ce même à des doses inférieures à celles provoquant un trouble cognitif léger. L'effet hypotensif du DMHP est bien plus puissant et durable que celui du Δ9-THC, mais l'effet psychique est sensiblement moins prononcé. Le DMHP et le DMHPA ont des effets assez semblables, mais l'acétate est moins sensible à la lumière et à l'oxydation, et est donc plus stable. On pense que ces composés agissent comme agonistes des récepteurs cannabinoïdes de type 1. Chez l'homme, l'absorption de ces substances provoque une sensation de soif, une hypotension, une vision brouillée et un besoin impérieux de bouger.
Ces composés ont fait l'objet de recherches à l'Edgewood Arsenal comme arme chimique non létale incapacitante. Le DHMP présente trois centres stéréogènes, ce qui donne huit stéréoisomères possibles, dont l'efficacité diffère fortement. Le racémique des huit isomères de l'ester O-acétyle a reçu le nom de code EA-2233, tandis que chacun des huit isomères a reçu un code de EA-2233-1 à EA-2233-8 ; le plus puissant des huit est l'isomère EA-2233-2, dont l'effet est susceptible de se prolonger sur deux à trois jours.